# Grimfist
Grimfist ist eine Black-/Death-Metal-Band aus Norwegen.

## Geschichte
Die Band wurde im Oktober 2001 von Immortal-Schlagzeuger Reidar „Horgh“ Horghagen, Ole Walaunet (Gitarre/Bass) und Frediablo (Gesang) gegründet und steht bei Candlelight Records unter Vertrag. Ihr Stil verbindet Black-, Death- und traditionelle Heavy-Metal-Elemente. Ihr Debütalbum Ghouls of Grandeur wurde im März 2003 in Peter Tägtgrens Abyss-Studio aufgenommen. Ihr zweites Album 10 Steps to Hell erschien im Oktober 2005, auf diesem hat Christian Svendsen den eigentlichen Schlagzeuger Horgh vertreten, da sich dieser auf Hypocrisy konzentrieren wollte.

## Diskografie
- 2003: Ghouls of Grandeur (Candlelight Records)
- 2005: 10 Steps to Hell (Candlelight Records)